# Johann Karl Wilhelm Illiger
Johann Karl Wilhelm Illiger (nascut el 19 de novembre del 1775 a Braunschweig i mort el 10 de maig del 1813 a Berlín) fou un zoòleg i entomòleg alemany.
Johann Karl era fill de Maria Louise Krom i del comerciant Johann Jakob Illiger i tenia sis germans. A l'escola ja va mostrar un gran interès per la naturalesa i reuní una col·lecció botànica. Començà a estudiar medicina però fou obligat a deixar-ho a causa d'una greu malaltia pulmonària crònica. Durant aquest temps, Illiger visqué a casa del seu professor de l'escola i continuà estudiant els insectes. Illiger escrigué obres importants sobre els coleòpters i descrigué moltes espècies noves.
A partir del 1799, la seva salut millorà i pogué estudiar a Helmstedt i Göttingen. Contribuí de manera significativa a la sistemàtica de la zoologia amb el seu llibre Prodromus Systematis Mammalium et Avium (Investigació sobre una terminologia completa pels regnes dels animals i de les plantes).
El 1802, Illiger conegué l'investigador Johann Centurius von Hoffmannsegg, que tenia una col·lecció bastant completa d'insectes, amb animals de tots els cantons del món. Per tal de descriure aquesta col·lecció, Illiger fundà un diari d'entomologia que s'edità entre el 1802 i el 1807. Per aquest treball, Illiger va rebre el doctorat honoris causa per la Universitat de Kiel. A més de les seves múltiples obres sobre insectes, també escrigué sobre mamífers.
El 1806, se'n va anar a viure a Berlín i començà una investigació sobre els mamífers i ocells d'Amèrica del Sud. Després d'un altre any de mala salut, el 1810, recolzat per Wilhelm von Humboldt va ser encarregat per integrar la «col·lecció reial d'objectes naturals» (Königliche Naturaliensammlung) en al novament creat Museu Zoològic de la Universitat de Berlín. Des d'aleshores fins a la seva mort, Illiger escrigué nombrosos texts sobre la sistemàtica dels animals. Entre altres, separà els monotremes de l'ordre dels edentats i definí moltes noves relacions.
Obres destacades
- Prodromus Systematis Mammalium et Avium [Investigació sobre una terminologia completa pels regnes dels animals i de les plantes] (en llatí).  Berlín: Carl Salfeld, 1811, p. 302.

## Reconeixement
- Carl Ludwig Blume va batejar el gènere Illigera (Hernandiàcies) l'any 1826 en el seu honor.[5]

Aquest autor és citat en taxonomia animal amb el nom «Illiger».